# Hinrich Just Müller
Hinrich Just Müller (Fürstenau, 1740 – Wittmund 13 augustus 1811) was een Duitse orgelbouwer. Alhoewel hij oorspronkelijk uit het Osnabrücker Land kwam, was Müller vooral werkzaam in Oost-Friesland. Müller werd op 6 februari 1740 in Fürstenau gedoopt.

## Leven
Als orgelbouwer wordt Müller voor het eerst in 1760 genoemd (als gezel van Johann Hinrich Klapmeyer, uit Oldenburg, bij de pedaalbouw van het orgel in Ganderkesee). Een jaar later verhuisde hij naar Wittmund en voltooide daar na de dood van Johann Friedrich Constabel diens werk in de Floriaankerk van Funnix. Na het overlijden van Constabel nam Müller ook de orgelmakerij over. Hij trouwde in 1763 met Teite Maria Rötchers. Uit het huwelijk kwamen zes kinderen voort, waarvan zijn oudste zoon Just Hinrich Müller (die zich evenwel Jobst Wilhelm Henrich liet noemen) ook orgelbouwer werd. Deze vertrok later naar Fürstenau, waar hij zelfstandig doorwerkte. Het laatst bekende werk van Hinrich Just Müller was de reparatie van zijn orgel in Wittmund in 1809.

## Werk
Van Hinrich Just Müller zijn de volgende nieuwbouw-orgels bekend, die voor een groot deel bewaard bleven. Daarnaast heeft hij nog meerdere orgels gerepareerd en verbouwd. Hij was in meer dan 50 gemeenten werkzaam. Zijn grootste concurrent was de orgelbouwer Johann Friedrich Wenthin uit Emden.
De cursieve beschrijving geeft aan dat het orgel niet of slechts de orgelkas van het oorspronkelijke Müller-orgel bewaard bleef. De grootte van het instrument wordt in de vijfde kolommenrij door het aantal manualen en in de zesde kolommenrij door het aantal klinkende registers aangegeven. Een grote "P" staat voor een zelfstandig pedaal, een kleine "p" voor een aangehangen pedaal.
| Jaar      | Plaats                     | Kerk                       | Afbeelding | Manualen | Registers | Opmerkingen |
| --------- | -------------------------- | -------------------------- | ---------- | -------- | --------- | --- |
| 1760–1762 | Funnix                     | Sint-Floriaankerk          |            | I/p      | 8         | Nieuwbouw begonnen door Johann Friedrich Constabel en na diens overlijden voltooid door Müller |
| 1759–1765 | Dunum                      | Kerk van Dunum             |            | I/p      | 9         | Nieuwbouw, bewaard gebleven |
| 1766      | Midlum                     | Kerk van Midlum            |            | I/p      | 9         | Nieuwbouw; bewaard gebleven; rugpositief is decoratief zoals ook in Engerhafe en Manslagt → Orgel |
| 1771      | Eggelingen                 | Sint-Joriskerk             |            |          |           | In 1836 bij het instorten van de kerk verwoest |
| 1772      | Holtrop                    | Sint-Joriskerk             |            | I/p      | 8         | Nieuwbouw; bewaard gebleven |
| 1773–1775 | Nortmoor                   | Sint-Joriskerk             |            | I/p      | 8         | Nieuwbouw; bewaard gebleven |
| 1774–1775 | Engerhafe                  | Johannes de Doperkerk      | zentriert  | II/p     | 13        | Nieuwbouw met hoofd- en borstwerk; het rugpositief aan de borstwering van de galerij is slechts decoratief; orgelkas met veel originele prospektpijpen bewaard gebleven, waarvan de labia met kielbogen duiden op een oudere, laatgotische datering. |
| 1776      | Wittmund                   | Sint-Nicolaaskerk          | zentriert  | II/p     | 17        | Nieuwbouw; alleen de orgelkas bleef bewaard |
| 1777      | Simonswolde                | Kerk van Simonswolde       |            | I/p      | 7         | Nieuwbouw; bewaard gebleven |
| 1776–1778 | Manslagt                   | Kerk van Manslagt          |            | II/p     | 15        | Nieuwbouw; bewaard gebleven; rugpositief is slechts decoratief. |
| 1780–1781 | Carolinensiel              | Kerk van Carolinensiel     |            | II/p     | 11        | Nieuwbouw; pijpwerk voor de helft bewaard gebleven |
| 1782      | Remels                     | Sint-Martinuskerk          | zentriert  | II/p     | 15        | Nieuwbouw; bewaard gebleven; Müller integreerde hier een ouder positief van vermoedelijk Johann Friedrich Constabel (I/5, 1733) als rugpositief |
| 1784–1786 | Middels                    | Kerk van Middels           |            | I/p      | 8         | Nieuwbouw; bewaard gebleven |
| 1789      | Dissen am Teutoburger Wald | Sint-Mauritiuskerk         |            |          |           | |
| 1793      | Loquard                    | Kerk van Loquard           |            | I/p      | 8         | Nieuwbouw; alleen de orgelkas bleef bewaard |
| 1793      | Leer                       | Lutherkerk                 |            | II/P     | 30        | Nieuwbouw; alleen de orgelkas bleef bewaard |
| 1793      | Bunde                      | Hervormde kerk             |            | II/p     | 22        | Nieuwbouw; alleen de orgelkas bleef bewaard |
| 1795      | Wüppels                    | Kerk van Wüppels           |            | I/p      | 6         | Nieuwbouw; alleen de orgelkas bleef bewaard |
| 1797      | Leerhafe                   | Cecilia- en Margarethakerk |            |          |           | Nieuwbouw, niet bewaard |
| 1796–1798 | Neermoor                   | Hervormde kerk             | zentriert  | I/p      | 11        | Nieuwbouw; bewaard gebleven |
| 1799      | Arle                       | Bonifatiuskerk             |            | II/p     | 18        | Nieuwbouw, samen met Johann Gottfried Rohlfs gebouwd; bewaard gebleven |
| 1803–1804 | Woquard                    | Mariakerk                  |            | I/p      | 9         | Nieuwbouw; bewaard gebleven |